# A Caddy for Daddy
A Caddy for Daddy – album studyjny amerykańskiego saksofonisty jazzowego Hanka Mobleya, nagrany w 1965, a wydany po raz pierwszy w 1967 roku z numerem katalogowym BLP 4230 i BST 84230 nakładem Blue Note Records.

## Powstanie
Materiał na płytę został zarejestrowany 18 grudnia 1965 roku przez Rudy’ego Van Geldera w należącym do niego studiu (Van Gelder Studio) w Englewood Cliffs w stanie New Jersey. Utwory wykonali: Hank Mobley (saksofon tenorowy), Curtis Fuller (puzon), Lee Morgan (trąbka), McCoy Tyner (fortepian), Bob Cranshaw (kontrabas), Billy Higgins (perkusja). Produkcją albumu zajął się Alfred Lion.

## Lista utworów
Opracowano na podstawie materiału źródłowego.
Wydanie LP
Strona A
| Nr | Tytuł utworu        | Muzyka      | Długość |
| -- | ------------------- | ----------- | ------- |
| 1. | „A Caddy for Daddy” | Hank Mobley | 9:24    |
| 2. | „The Morning After” | Mobley      | 9:45    |
|    |                     |             | 19:09   |

Strona B
| Nr | Tytuł utworu      | Muzyka        | Długość |
| -- | ----------------- | ------------- | ------- |
| 1. | „Venus Di Mildew” | Wayne Shorter | 7:13    |
| 2. | „Ace Deuce Trey”  | Mobley        | 7:15    |
| 3. | „3rd Time Around” | Mobley        | 6:14    |
|    |                   |               | 20:42   |

## Twórcy
Opracowano na podstawie materiału źródłowego.
Muzycy:
- Hank Mobley – saksofon tenorowy
- Curtis Fuller – puzon
- Lee Morgan – trąbka
- McCoy Tyner – fortepian
- Bob Cranshaw – kontrabas
- Billy Higgins – perkusja

Produkcja:
- Alfred Lion – produkcja muzyczna
- Rudy Van Gelder – inżynieria dźwięku
- Reid Miles – projekt okładki, fotografia na okładce
- Ira Gitler – liner notes